# 薩坦塔 (堪薩斯州)
薩坦塔（英語：Satanta）是一個位於美國堪薩斯州哈斯克爾縣的城市。

## 地方資料
根據2020年美國人口普查的數據，薩坦塔的面積為1.58平方千米，當中陸地面積為1.58平方千米，而水域面積為0.00平方千米。當地共有人口1092人，而人口密度為每平方千米691.14人。